# Збігневиці
Збігневиці (пол. Zbigniewice) — село в Польщі, у гміні Копшивниця Сандомирського повіту Свентокшиського воєводства.
Населення — 126 осіб (2011).
У 1975-1998 роках село належало до Тарнобжезького воєводства.

## Демографія
Демографічна структура на день 31 березня 2011 року:
|          | Загалом | Допрацездатний вік | Працездатний вік | Постпрацездатний вік |
| -------- | ------- | ------------------ | ---------------- | -------------------- |
| Чоловіки | 58      | 6                  | 45               | 7                    |
| Жінки    | 68      | 12                 | 36               | 20                   |
| Разом    | 126     | 18                 | 81               | 27                   |